# Кампија Турзиј
Кампија Турзиј (рум. Câmpia Turzii, мађ. Aranyosgyéres) град је у Румунији, у средишњем делу земље, у историјској покрајини Трансилванија. Кампија Турзиј је пети по важности град округа Клуж.
Кампија Турзиј је према последњем попису из 2002. године имала 26.377 становника.

## Географија
Град Кампија Турзиј налази се у средишњем делу историјске покрајине Трансилваније, око 45 km југоисточно до Клужа, седишта округа.
Кампија Турзиј се налази у средишњој котлини Трансилваније, на реци Арјеш. Надморска висина града је око 300 м.

## Становништво
| 2011.  |
| ------ |
| 22.223 |

Матични Румуни чине већину градског становништва Кампије Турзије (87%), а од мањина присутни су Мађари (око 8%) и Роми (5%). Мађари су почетком 20. века чинили половину градског становништва.